# Rozovets
Rozovets (bulgariska: Розовец) är ett distrikt i Bulgarien.   Det ligger i kommunen Obsjtina Brezovo och regionen Plovdiv, i den centrala delen av landet, 150 km öster om huvudstaden Sofia.
I omgivningarna runt Rozovets växer i huvudsak lövfällande lövskog. Runt Rozovets är det glesbefolkat, med 17 invånare per kvadratkilometer.